# Tyler Weiman
Tyler Weiman (* 5. Juni 1984 in Saskatoon, Saskatchewan) ist ein kanadischer Eishockeytorwart, der zuletzt beim EV Landshut in der DEL2 unter Vertrag stand.

## Karriere
Der 1,80 m große Goalie begann seine Karriere bei den Tri-City Americans in der kanadischen Juniorenliga Western Hockey League, bevor er beim NHL Entry Draft 2002 als 164. in der fünften Runde von den Colorado Avalanche ausgewählt wurde. 

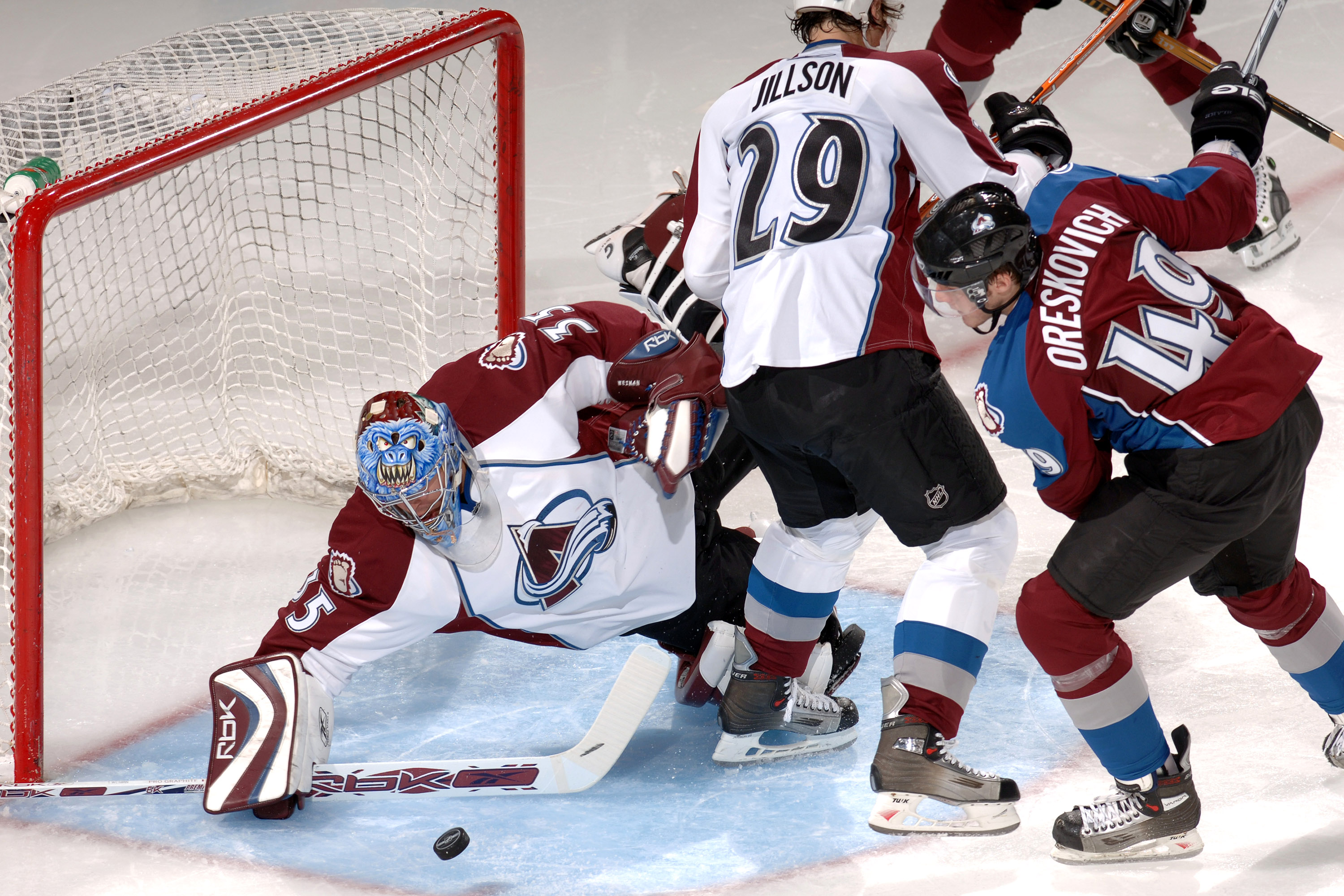
Weiman (links) im Trikot der Colorado Avalanche

Zunächst wurde der Linksfänger bei den Colorado Eagles in der Central Hockey League eingesetzt, mit denen er 2005 den Ray Miron President’s Cup, die Meisterschaft der Minor League, gewann. Während der Saison 2005/06 pendelte Weiman zwischen den San Diego Gulls aus der ECHL und den Lowell Lock Monsters, einem Farmteam der Avalanche in der American Hockey League. Sein NHL-Debüt gab Tyler Weiman am 4. Oktober 2007 gegen die Nashville Predators als Ersatz des Stammtorhüters Peter Budaj. Die restliche Zeit der Spielzeit 2007/08 verbrachte der Kanadier bei den Lake Erie Monsters in der AHL. Auch in den folgenden zwei Spielzeiten stand er als Stammtorhüter zwischen den Pfosten für die Monsters und bildete zeitweise gemeinsam mit Jason Bacashihua ein Torwartduo.
Im Juli 2010 unterschrieb er als Free Agent einen Kontrakt bei den Vancouver Canucks. Diese setzten ihn in der Saison 2010/11 im Farmteam bei den Manitoba Moose bei, denen er als zweiter Torwart hinter Eddie Läck Einsatzzeit erhielt. Zur Saison 2011/12 wurde er von den Augsburger Panther aus der Deutschen Eishockey Liga verpflichtet. Am 28. März 2012 unterschrieb Weiman mit den Nürnberg Ice Tigers für die DEL-Saison 2012/13. Im Juli 2014 wurde er vom EV Landshut aus der DEL2 verpflichtet.

## Erfolge und Auszeichnungen
- 2005 Ray-Miron-President’s-Cup-Gewinn mit den Colorado Eagles
- 2005 CHL Most Outstanding Goaltender
- 2005 CHL Rookie of the Year
- 2009 AHL All-Star Classic